# Judd Apatow
Judd Apatow (Nova Iorque, 6 de dezembro de 1967) é um comediante, produtor, diretor e roteirista norte-americano. Ele é conhecido por ter feito uma série de filmes de comédia, crítica e comercialmente bem sucedidos, como The 40 Year-Old Virgin, Knocked Up e Funny People. Ele também produziu filmes como Superbad, Anchorman: The Legend of Ron Burgundy, Step Brothers e Pineapple Express. Ele é ainda o fundador da Apatow Productions, uma produtora de cinema que desenvolveu as aclamadas séries de televisão Freaks and Geeks e Undeclared. É casado com a atriz Leslie Mann. Judd é pai das atrizes Maude Apatow e Iris Apatow.